# Aegithalos
Aegithalos är ett fågelsläkte i familjen stjärtmesar inom ordningen tättingar. Arterna i släktet förekommer från Europa och Asien österut till Vietnam. 

## Artlista
Enligt AviList:
- Stjärtmes (A. caudatus)
- Gråstrupig stjärtmes (A. glaucogularis)
- Vitkindad stjärtmes (A. leucogenys)
- Javastjärtmes (A. exilis)
- Rödhättad stjärtmes (A. concinnus)
- Vitstrupig stjärtmes (A. niveogularis)
- Svartbrynad stjärtmes (A. iouschistos)
- Sotstjärtmes (A. fuliginosus)

Javastjärtmesen placerades tidigare i det egna släktet Psaltria. DNA-studier visar dock att den är en del av släktet.